# 狂野少女
狂野少女（韓語：소녀더와일즈）是一部韓國網絡漫畫，由作家HUN與畫家ZHENA聯手製作，2011年開始於NAVER Webtoon連載。

## 劇情簡介
從小就失去父母的貧困少年宋載具，唯一的心靈支柱就是兩名年幼的弟妹。載具選擇學校的首要考慮只是方便照顧弟妹，因而選擇了入讀離家不遠的瓦爾茲高中，但他萬萬沒想到這竟是一所今年才改制成男女校，有42年歷史的女子格鬥高中。
這裡的學生全都是強悍的少女格鬥家，當中最著名的為數名擁有世界級格鬥實力的女生，包括綜合格鬥女王尹仁桂、拳擊高手李文英及跆拳道高手崔甜甜。看到女生們都那麼好戰、喜歡打架，載具對此感到不解，再加上身為全校唯一一名男生而不時被女生纏上，以及因不擅與女生相處而跟格鬥女王發生誤會，令載具不禁慨嘆這三年高中生活將會非常難捱。
機緣巧合之下，載具重遇初中時欺負他的金瀚潔，並再次遭到他的各種言語侮辱及拳打腳踢。本打算像以前一直忍耐的載具，受到學姐們的鼓勵後終於漸漸改變想法，決心不再讓弟妹看到軟弱的自己。在學姐們的悉心指導之下，載具漸漸成長為一個身心強悍的男人，與此同時，某種特別的情感也漸漸醞釀成形。

## 登場人物

### 主要角色
宋載具（송재구）
男性，本作主角，瓦爾茲高中一年生。瓦爾茲高中改制成男女校後第一名入讀的男生，亦是全校唯一一名男生。心地善良，性格懦弱，不喜歡惹事生非，對痛苦的事逆來順受，非常照顧弟妹。童年生活悲慘，父親早逝，被母親拋棄，獨力撫養年幼的雙胞胎弟妹，生活非常貧困艱苦，因而對女性抱有恐懼及不信任。為了幫補家計，每天放學後就在洗車店做兼職。
選擇入讀瓦爾茲高中只是為了方便照顧弟妹，對其歷史毫不知情，入學後感到學校各方面都很奇怪，曾想過轉校，但學校願意在載具不缺課的前提下無條件提供獎學金，因而無法轉校。由於是全校唯一的男生，一開始不時被女生纏上，甚至被偷窺及偷拍，還因沉緬於母親拋棄自己時的心情，脫口而出地把仁桂稱為「怪物」，跟她發生誤會，毫無打架經驗的他甚至被迫參加格鬥比賽，令他不禁慨嘆這三年高中生活將會非常難捱。
認為生活就是一場戰爭，初中時受欺凌也默默忍受著，原以為進了高中就沒事，但竟重遇欺凌者瀚潔，得知他入讀瓦爾茲高中後更得寸進尺，令載具感到非常痛苦，慨嘆學校裡最軟弱可欺的就是自己，甚至說出如果沒有弟妹就不想活。經過仁桂、文英、甜甜及高施的鼓勵後，載具終於漸漸改變想法，決心認真學習格鬥術並參加比賽，不再讓弟妹看到軟弱的自己，於是輪流接受文英及甜甜的訓練。由於長年打工，生活一直非常勞碌，並且經常捱打，所以體力及抗打能力本來就不錯，很快就被訓練成似模似樣的格鬥手。
相處久了，他也漸漸融入學姐們的圈子，開始理解到她們熱愛格鬥的心情，成為亦師亦友的關係，亦發展出特別的情感，但自己卻遲鈍得沒發現到。
尹仁桂（윤인기）
女性，瓦爾茲高中二年生，瓦爾茲S級選手，以綜合格鬥女王Queen所廣為人知，上一屆瓦爾茲聯賽冠軍。表面上冷酷，難以接近，實際上內向害羞，不善於表達自己的感情，很容易把別人說的話當真。是一名綜合格鬥家，通曉各種武術，也沒有參加特定的社團，可自由活動。全國排行前三的財團YK集團長女，剛出生時就被當成集團繼承人培養，甚至被當成男生，留短髮穿男裝，名字也像男生，令她五歲時才意識到自己是女生。自小就學習各種領導人需掌握的知識，以及學習各種格鬥技巧，被家人要求在各方面都比男生強。
九歲時隨著弟弟的出生而恢復女兒身，第一次穿裙子及打扮。那時她喜歡班上一名男生，希望能出席他的生日會，但被嘲笑根本不像女孩子，令她傷透了心。初一重遇那男生時，男生得知她是YK集團的長女後，馬上說小時候也喜歡她，並邀請她到自己的生日會，從此以後仁桂不再相信男人，認為男人很賤，全都是覬覦她家族的財富才接近她。
初遇載具時發生了誤會因而針對他，後來相處久了才發現他與其他男生不同，並沒有因為她是YK集團的長女而對她阿諛奉承，就如對待普通人那樣跟她相處，跟他在一起時可以暫時忘記集團的沉重包袱，仁桂漸漸喜歡上這個跟任何男生都不同的特別存在。
李文英（이문영）
女性，瓦爾茲高中二年生，瓦爾茲S級選手，拳擊部部長，女子拳擊次重量級冠軍，今屆瓦爾茲聯賽冠軍。性格大大咧咧，男子氣，不顧儀態。總是穿紅色運動服上學，很少穿校服裙。仁桂的最好朋友，只有她知道仁桂內向害羞的一面。甜甜的競爭對手。本來接近載具是為了在少女感性科取得最高分，因而很照顧他，鼓勵他學習格鬥術並參加比賽。在載具下定決心後成為他的教練，每天教他拳擊，並幫助他克服只願捱打不願打人的心理問題。本來對載具有點好感，後來對江錄心動，改變目標。
崔甜甜（최달달）
女性，瓦爾茲高中二年生，瓦爾茲S級選手，跆拳道部部長，長期戴著老虎耳髮夾。率真，很會撒嬌，身材嬌小，擁有很多男生都想親吻的櫻桃小嘴，自己亦對此非常自信，但主動親吻載具他卻不領情，令她非常生氣，之後不時偷吻載具。除了是跆拳道高手，還意外地擅長料理。喜歡載具，理想是跟他結婚後生兒育女，過著平凡幸福的主婦生活。一度打算放棄格鬥，專注於成為賢良淑德的妻子，但載具說她放棄格鬥後料理缺少了一種名為熱情的調味料，所以為了他而重新開始格鬥。
作者提到設計本角色時聯想到了老虎，於是加上了老虎髮夾，本來還想加上老虎尾巴，後來打消了念頭。

### 瓦爾茲高中
金餘正（김여정）
女性，瓦爾茲高中一年生，中國武術學會鄭倫官門下的門生，說話文縐縐，擅長中國武術，被邀請到瓦爾茲聯賽的表演賽，使用棍術。本來認為瓦爾茲聯賽只是一場表演，參賽者只是為了得到歡呼，是假的習武之人。跟甜甜對決後改變想法，認為瓦爾茲高中有值得學習的地方，願意聽從師傅的意思，轉學到瓦爾茲高中就讀一年級。外表酷似男生，而且長得挺帥氣，不介意被當成男生，也不太會刻意澄清。經常在公車上被女生遞情書，本人對此不以為然，還說情書的內容很有趣，可分一半給載具解悶。本來穿校服裙上學，但感到有點別扭，後來大多數時間都穿學校運動服。
金俊九（김준구）
女性，瓦爾茲高中一年生，中國武術學會鄭倫官門下的門生，戴眼鏡，擅長中國武術，被邀請到瓦爾茲聯賽的表演賽，使用劍術。本來跟餘正一樣小看瓦爾茲高中，跟文英對決後改變想法，願意聽從師傅的意思，轉學到瓦爾茲高中就讀一年級。外表酷似男生，但內心很少女，希望自己變得更漂亮，更有女人味。尊敬甜甜，把她當成料理老師並擔任助理，但總是學不會。對洗臉後煥然一新的慧成心動。
李高瑟（이고슬）
女性，瓦爾茲高中一年生，戴眼鏡，習施的妹妹。主要使用中国武术作戰，同時擅長使用各種兵器及空手對戰，格鬥術都是姐姐習施教導的。平常很斯文，行動笨拙，不時會摔倒並把練習用的兵器掉在地上。在賽台上驍勇善戰，動作敏捷，一旦摘掉眼鏡，看不到對手痛苦的表情就更能下狠手。很重視姐姐，由於害怕姐姐會討厭自己而失去戰鬥力並在瓦爾茲聯賽中敗給她。
李習瑟（이습슬）
女性，瓦爾茲高中二年生，劍道部部長，戴眼鏡。高施的姐姐。
樸貞賢（박정현）
女性，瓦爾茲高中二年生，文英的拳擊部學姐，因為家裡的問題休學了一年。在上一屆瓦爾茲聯賽四強時打敗文英，決賽時輸給了仁桂。
李娜
瓦爾茲衛士之一，四年前從瓦爾茲高中畢業。外表冷酷。
全秀敏（전수민）
瓦爾茲高中的老師，負責醫療，曾為合氣道四冠王。
查爾斯‧瓦爾茲（찰스 와일즈）
瓦爾茲高中理事長。提出把瓦爾茲高中改成男女同校，希望女學生們能找回她們女性的一面，不要變成單純的格鬥武器。
李八峰（이팔봉）
瓦爾茲高中校長。前拳擊次中量級亞洲冠軍，外號「筏橋的核泥蚶」來自他家鄉的名字及細小的身形。

### 九羅高中
金慧辛（김혜신）
女性，九羅高中二年生，仁桂的競爭對手。在跟仁桂對上前有連續十年不敗及兩年踢拳道冠軍的紀錄。不時到瓦爾茲高中鬧事，但其實是一個善良堅強的人。跟美男關係很親密，在一起時總會無視其他人的存在。
李美男（이미남）
男性，九羅高中一年生，拳擊部成員，長期戴著毛帽，是一個講義氣的格鬥家，寧願捱打也不會在賽場外使用危險的拳擊技術。把瀚潔當為朋友，勸他跟載具和解，真心希望幫他解決問題，瀚潔卻不領情。跟慧辛關係很親密，在一起時總會無視其他人的存在。
金瀚潔（김한결）
男性，九羅高中一年生。喜歡欺負弱小，初中時霸凌載具，到高中後仍不願放過他，最終激發了載具學習格鬥。多次找載具的麻煩，知道他有學姐幫忙後更得寸進尺，卻被學姐們教訓一大頓。把受污染的壽司送給載具並假扮跟他和解，讓他跟弟妹一起吃，導致載具的弟妹食物中毒，卻無任何罪惡感。看美男拳擊打得不錯才跟他走近，並無把他當過朋友。
張熱情（장열정）
九羅高中的老師，為踢拳道教練。被李娜制服後喜歡上了她。

### 其他角色
黃才五（황재오）
男性，東亞商高中一年生，在瓦爾茲聯賽中輸掉後把瓦爾茲高中當成敵人，甚至跟載具一起工作，本打算誓要打敗瓦爾茲的人，但卻不知不覺地融入他們的圈子，認為載具很善良，甜甜就像母親一樣溫暖。
崔江錄（최강록）
男性，初中三年生，成績很好，但很軟弱，很容易哭，在學校總是受霸凌，被載具救回後打算報考瓦爾茲高中，希望像他一樣變得強大起來。
金慧成（김혜성）
男性，慧辛的哥哥，比慧辛大兩歲。曾經很自信，擁有一個幸福美滿的家庭，跟妹妹慧辛的關係很好，一起開始學習踢拳道，踢拳很了得，成績也很好，但從某天開始只會每天把自己鎖在房間，家人完全不知道其原因。慧成就讀高中時曾幫助受霸凌的同學，導致自己也被霸凌，本來對此不以為然，但霸凌者竟開始對付他的妹妹及母親，妹妹在學校被學兄找麻煩，母親進了醫院，壞事接二連三地發生，慧成覺得是自己的行為導致家人身陷險境，於是不再出門，一直在社交網站監視霸凌者的一舉一動，害怕他們會傷害自己的家人。後來在載具及好霸的幫助之下，慧成終於振作起來，開始去找工作，重新學習，希望能考入大學。
金好霸（김호패）
男性，維信高中三年生，全國三大黑幫之一慶州濕柴派的准繼承人，腦袋很聰明。只相信暴力，自視很高，為了向瓦爾茲高中報復而不擇手段，被仁桂打敗後才發現自己還有很多不足之處。表面上冷酷無情，其實是一個很有正義感的人，幫助慧成走出困境而跟他成為了好友，最喜歡他家的狗。
尹仁成（윤인성）
男性，仁桂的弟弟。五歲開始接受專業的格斗訓練，被載具打敗後認可他為姐姐的丈夫，積極撮合他們但總是不成功。雖然自小接受YK集團繼承人培訓，但內心始終是一個小孩子，喜歡玩電子遊戲及吃甜點。
宋載絮（송재솜）
女性，載具的妹妹，跟載亨是雙胞胎。
宋載亨（송재헁）
男性，載具的弟弟，跟載絮是雙胞胎。秘密地製作哥哥的新娘評價表，根據各方面的表現對仁桂及甜甜作出評分。
李文光（이문광）
男性，43歲，文英的父親，文光拳擊館長，前次中量級亞洲冠軍。
李熙京（이희경）
25歲，萬若記集團長子，仁桂的未婚夫。被家族指定為繼承人，不但頭腦聰明還擅長格鬥。家族希望他跟仁桂結婚，但自言比較喜歡強中有柔、帶男子氣的女性，對文英一見鍾情。
安明成（안명성）
男性，經常跟朋友到漢江踢足球，是足球少兒國家代表隊，有一個讀大學的哥哥。
安明煥（안명환）
男性，明成的哥哥，大學生，成熟穩重，甜甜的腳受傷時曾踏單車送她回家。
申潤知（신윤지）
女性，大學生，喜歡明煥，在他面前假裝成一個溫柔軟弱的乖女孩，實際上很火爆粗魯，會吸煙。
善美
女性，潤知的朋友，瓦爾茲高中兩年前的畢業生。本來幫忙潤知教訓甜甜，得知她是瓦爾茲的學妹後馬上停手，說無論如何都站在甜甜那邊。

## 特殊用語
瓦爾茲高中（와일즈고교）
42年歷史的女子格鬥高中，今年剛改制成男女校。宋載具、尹仁桂、李文英及崔甜甜等人在此就讀。
瓦爾茲聯賽（와일즈리그）
瓦爾茲高中每年舉辦兩次的綜合格鬥比賽，人氣超乎想象，各大電視台直播，永遠占據同時段節目收視率第一位，世上任何一個地方都可以通過網絡收看瓦爾茲聯賽，參加聯賽者享受的名氣不亞於體育明星。
瓦爾茲衛士（와일즈가드）
瓦爾茲高中的督導部，由已畢業的瓦爾茲S級選手擔當，享受巨額年薪，負責仲裁武力衝突，裁判及審核正規聯賽等職務。每年考上瓦爾茲衛士的人從未超過三名，是瓦爾茲精英畢業生中的精英。
九羅高中（구라고교）
男女格鬥高中，金慧辛、李美男及金瀚潔在此就讀。
東亞商高中（동아상고교）
黃才五在此就讀。
維信高中（유신고교）
位於慶州的高中，金好霸在此就讀。

## 出版書籍

### 漫畫
2011年至今，本作於NAVER Webtoon網上連載，後於2012年開始推出實體書版本。
| 卷數 | 大韩民国      | 大韩民国           | 大韩民国 |
| 卷數 | 發售日期      | ISBN               |          |
| ---- | ------------- | ------------------ | -------- |
| 1    | 2012年11月9日 | ISBN 9788958389958 |          |
| 2    | 2012年11月9日 | ISBN 9788958389965 |          |

## 評價及影響
狂野少女開始連載後就在網上獲得不少好評，被愛好者翻譯成各國語言。不久NAVER也推出了官方中文及英文翻譯，為Webtoon擴展國際市場出一分力。

## 外部連結
- 《狂野少女》 - NAVER Webtoon （页面存档备份，存于）
- （英文）《狂野少女》 - LINE Webtoon （页面存档备份，存于）
- （繁體中文）《狂野少女》 - LINE Webtoon （页面存档备份，存于）
- （英文）狂野少女非官方維基